# Inauris
Inauris es un género de foraminífero bentónico de la subfamilia Vanhoffenellinae, de la familia Vanhoffenellidae, de la superfamilia Astrorhizoidea, del suborden Astrorhizina y del orden Astrorhizida. Su especie tipo es Inauris tubulata. Su rango cronoestratigráfico abarca el Devónico medio y superior.

## Discusión
Clasificaciones previas incluían Inauris en la familia Astrorhizidae del suborden Textulariina del orden Textulariida.

## Clasificación
Inauris incluye a las siguientes especies:
- Inauris tubulata †